# 부르캉브레스
부르캉브레스(프랑스어: Bourg-en-Bresse; 프랑스어 발음: [buʁkɑ̃bʁɛs], 아르피타니아어: Bôrg)는 프랑스 동부에 위치한 코뮌으로 앵주의 주도이며, 옛날에는 브레스 프로뱅스 (Bresse, Brêsse)의 수도였다. 리옹에서 북북동쪽 방향으로 70km 떨어진 곳에 위치해 있다.
부르캉브레스의 주민들은 '뷔르지앙' (Burgiens)이라 부른다.

## 지리
부르캉브레스는 손강의 지류인 레수즈강 서안, 쥐라산맥의 서부 지대에 위치해 있다. 리옹에서 북동쪽으로 70km, 롱르소니에에서 50km 떨어진 곳에 놓여 있다.

## 역사
부르캉브레스의 시작에 대해서는 알려진 것이 적지만, 고대 로마의 유적이 발견된 적이 있다. 1250년에는 자유시 지위로 등극하고 15세기가 시작될 즈음 사보이아가에 의해 브레스 프로뱅스의 최고 도시로 선정되었다. 1535년 2월 (그레고리력으로는 1536년) 프랑스 왕국이 사보이아 공국을 침략해 통제하는 동안 프랑스 영토가 되었으나 1559년 사보이아 공작 에마누엘레 필리베르토가 앙리 2세의 딸인 마르가리타와 결혼할 때 사보이아 공국으로 반환되었다. 이후 공작은 부르캉브레스에 견고한 요새를 지었는데 나중에 앙리 4세의 군대와 6개월 간의 공성전을 견뎌냈다. 결국 1601년 부르캉브레스는 프랑스로 양도되었다. 1814년 부르캉브레스 주민들은 마을이 무방비 상태임에도 불구하고 마을을 약탈하려는 오스트리아 군인들에게 저항을 시도했다.

## 인구
| 연도 | 인구   | ±%     |
| ---- | ------ | ------ |
| 1793 | 6,533  | —      |
| 1800 | 6,984  | +6.9%  |
| 1806 | 7,417  | +6.2%  |
| 1821 | 8,132  | +9.6%  |
| 1831 | 8,996  | +10.6% |
| 1836 | 9,528  | +5.9%  |
| 1841 | 10,219 | +7.3%  |
| 1846 | 10,308 | +0.9%  |
| 1851 | 12,068 | +17.1% |
| 1856 | 11,676 | −3.2%  |
| 1861 | 14,052 | +20.3% |
| 1866 | 13,733 | −2.3%  |
| 1872 | 14,280 | +4.0%  |
| 1876 | 15,692 | +9.9%  |
| 1881 | 18,233 | +16.2% |
| 1886 | 18,113 | −0.7%  |
| 1891 | 18,968 | +4.7%  |
| 1896 | 18,501 | −2.5%  |
| 1901 | 18,887 | +2.1%  |
| 1906 | 20,045 | +6.1%  |
| 1911 | 20,545 | +2.5%  |
| 1921 | 20,191 | −1.7%  |
| 1926 | 20,364 | +0.9%  |
| 1931 | 23,117 | +13.5% |
| 1936 | 24,746 | +7.0%  |
| 1946 | 25,944 | +4.8%  |
| 1954 | 26,699 | +2.9%  |
| 1962 | 32,596 | +22.1% |
| 1968 | 37,887 | +16.2% |
| 1975 | 42,181 | +11.3% |
| 1982 | 41,098 | −2.6%  |
| 1990 | 40,972 | −0.3%  |
| 1999 | 40,666 | −0.7%  |
| 2008 | 40,203 | −1.1%  |

## 명소
부르캉브레스의 오래된 건물 중에는 노트르담 교회 (Cathédrale Notre-Dame-de-l'Annonciation de Bourg-en-Bresse)가 으뜸이다. 16세기에 지어진 이 교회의 파사드는 르네상스 건축에 속하고 교회의 다른 부분은 고딕 건축에 속한다. 내부에는 16세기에 만든 성직자석들이 있다. 멋진 주 행정청 (préfecture)을 비롯한 다른 공공 건물들은 근대적이다. 시청 (Hôtel de ville)에는 도서관과 회화 소장품이 있는 로랭 박물관이 있다. 반면 다른 박물관은 브레스의 특징이 나타난 오래된 복장과 장신구를 소장하고 있다. 도시 내 조각상 중에는 부르캉브레스 출신의 에드가르 퀴네 (1803-1875) 상도 있다.

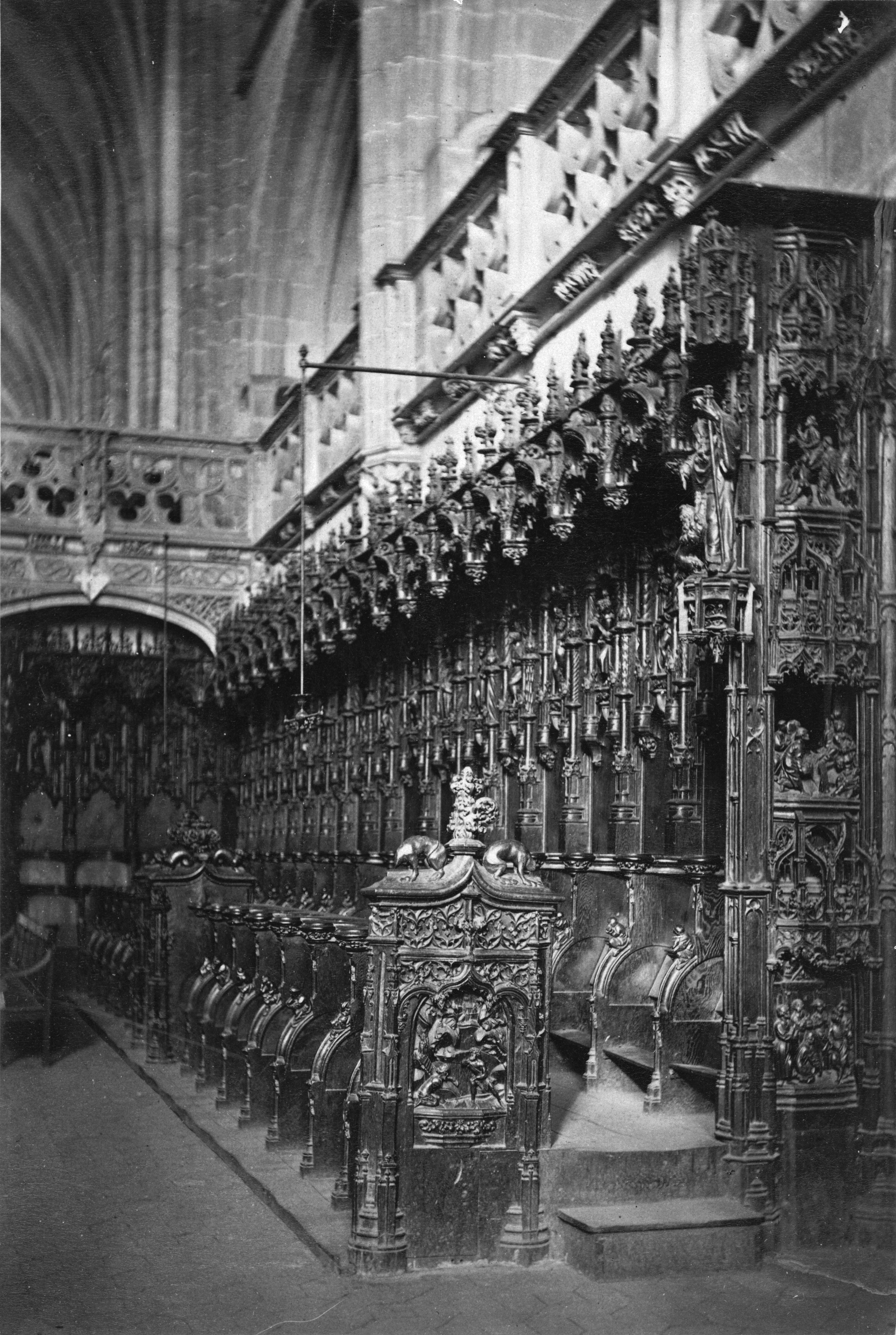
브루 교회의 성직자석. 계란지. 1865~1886년.

부르캉브레스 교외의 브루 교회는 굉장한 예술적인 흥미를 불러일으킨다. 사보이아 공작 필리포 2세의 부인인 부르봉의 마르그리트가 그 지점에 수도원을 만들려고 했으나 그녀의 계획이 성사되기 전에 사망하고 말았다. 실제로 이 교회는 그녀의 양녀이자 사보이아 공작 필리베르토 2세의 부인인 오스트리아의 마르가레테가 그녀의 남편을 애도하면서 16세기에 일찍이 지어졌다. 교회의 외관, 특히 파사드가 굉장히 화려하지만 가장 흥미를 끄는 부분은 1532년까지 거슬러 올라가는 교회 내부의 예술작품에 있다. 가장 중요한 부분은 대리석으로 만든 부르봉의 마르그리트, 필리베르토 2세, 오스트리아의 마르가레테의 석상이 있는 세 개의 영묘이다. 이 셋 모두 조각상의 완성도와 호화로운 장식으로 놀랄 만하다. 강당 후면 (rood loft), 오크로 만든 성직자석, 수녀들의 예배당에 있는 장식 병풍도 비슷한 양식인 걸작이다.

## 경제

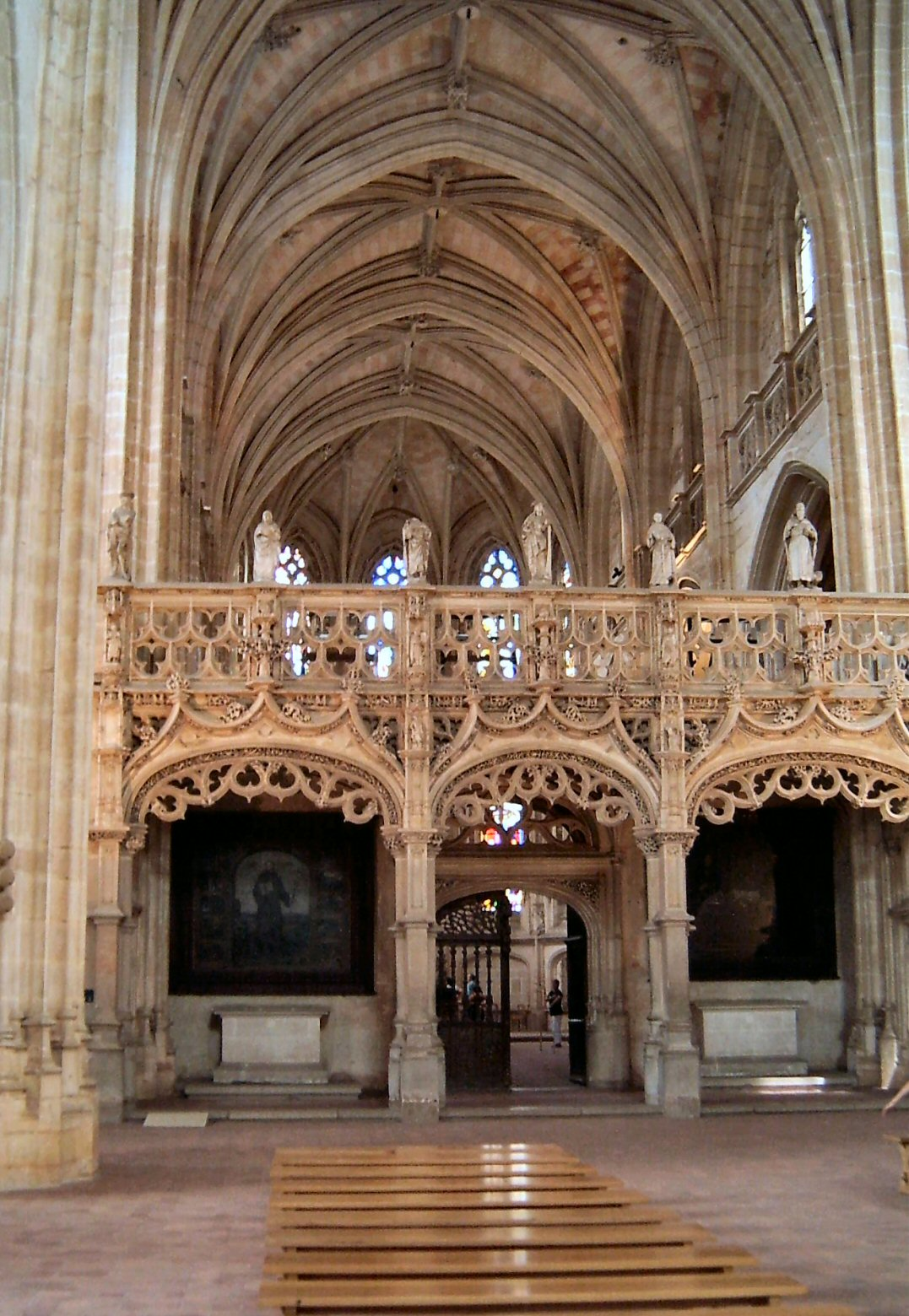
브루 교회의 내부 모습

20세기 초 부르캉브레스의 제조업은 철 가공품, 광천수, 수지, 비누, 도기로 이루어졌고 제분소와 양조장이 있었다. 또한 적지 않은 곡물, 마소, 가금류 (풀레 드 브레스) 거래도 있었다.

### 교통
가르 드 부르캉브레스 철도역은 스트라스부르, 리옹, 제노바와 고속철도로 연결하며, 다른 지역 종착지와 연결한다. 부르캉브레스는 A39 고속도로로 돌과 디종으로 연결되며 A40 고속도로로 마콩과 제노바로 연결된다.

## 기타
부르캉브레스는 지사와 순회 재판 법원의 소재지이며, 1심 법원, 상법원, 상공 회의소와 프랑스 은행 지부가 있다. 부르캉브레스의 교육제도에는 리세 (Lycées)와 콜레주 (Collèges) 교육이 있다.
부르캉브레스는 2007년 투르 드 프랑스 6단계 구간의 도착지점이자 7단계 구간의 출발지점이기도 했다.
부르 워크 (The Bourg Walk)는 에일즈베리에 있는 한 다리의 이름으로, 자매 도시를 기념하여 생긴 것이다. 전 마을 거주자이자 현 애일즈버리 그래머 스쿨의 교장인 앨러스테어 해리슨 (Alastair Harrison)이 두 마을 사이의 틈을 상징적으로 다리로 잇기 위하여 이 이름을 제안했고, 대부분 찬성하여 받아들여졌다.

### 출신 유명인
다음은 부르캉브레스에서 태어난 유명인이다.
- 클로드 가스파르 바셰 드 메지리아크 (Claude Gaspard Bachet de Méziriac, 1581~1638) - 수학자
- 쥘리앵 베네토 (Julien Benneteau, 1981~) - 테니스 선수
- 조르주 블랑 (George Blanc) - 요리사
- 프랑수아 클레르크 (François Clerc) (1983~) - 축구 선수, 올림피크 리오네 및 프랑스 국가대표팀 소속
- 알랭 질레티 (Alain Giletti, 1939년 11월 9일 출생) - 프랑스 챔피언 10회, 유럽 챔피언 5회, 유럽 바이스챔피언 4회, 월드 챔피언 1회 (1960년) 기록을 가진 스케이트 선수
- 제롬 랄랑드 (Jérôme Lalande, 1732~1807) - 천문학자
- 다니엘 모렐롱 (Daniel Morelon) - 사이클 선수
- 장-베르나르 고티에 드 뮈르낭 (Jean-Bernard Gauthier de Murnan, 1748~1796) - 프랑스 대륙군의 장교이자 프랑스 혁명 동안 프랑스의 장군
- 리오넬 날레 (Lionel Nallet, 1976년 9월 14일 출생) - 프랑스 국가대표 럭비 유니언 선수 (포워드 진영), 현재 톱 14의 카스트르 올림피크에서 활동중
- 자크 페팽 (Jacques Pépin, 1935년 출생) - 프랑스의 요리사
- 에드가르 퀴네 (Edgar Quinet, 1803~1875) - 역사가이자 학자

## 국제 관계
부르캉브레스와 자매 도시 결연을 맺은 도시는 다음과 같다.
- 폴란드 브제크
- 영국 에일즈베리
- 독일 바트크로이츠나흐
- 튀르키예 앙카라

이와 더불어 부르캉브레스와 협력 관계를 맺은 도시는 다음과 같다.
- 이탈리아 산세베로
- 이탈리아 파르마
- 벨기에 나뮈르
- 스페인 코르도바

## 같이 보기
- 브레상어
- 아르피타니아
- 아르피타니아어
- 앵 주의 코뮌 목록